# Robertino Loreti
Robertino Loreti  (22 tháng 10 năm 1947 tại Roma), còn được gọi là Roberto, Robertino, hay Robertino Loretti, là một ca sĩ Ý, được biết đến chủ yếu qua các bài hát ông đã thực hiện khi còn là một thiếu niên, với giọng soprano cao.

## Thời thiếu niên

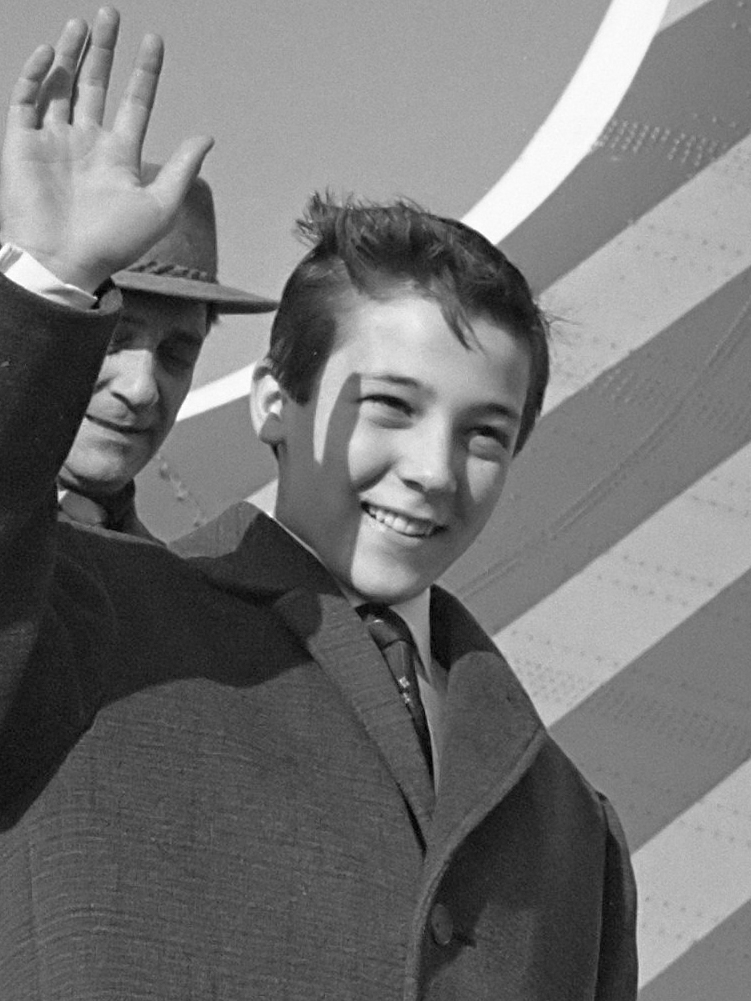
Robertino Loreti, năm 1961

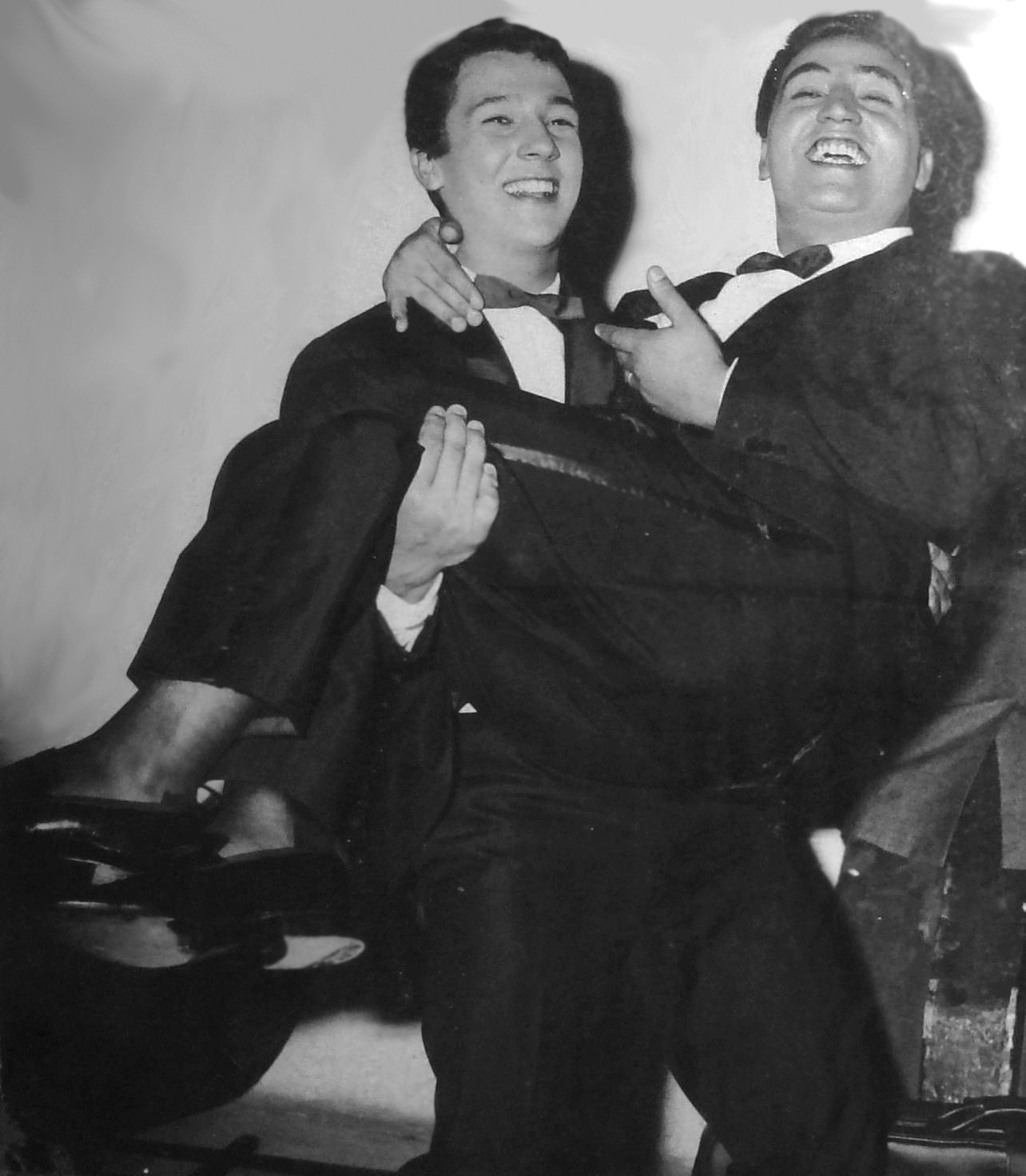
Robertino Loreti - Mario Trevi (1964)

Ông là con thứ tư trong một gia đình có tám người con. Gia đình ông thuộc loại nghèo, và khi ông được 10 tuổi, cha ông đã ngã bệnh và Robertino phụ giúp gia đình kiếm tiền bằng cách đưa bánh mì cho các nhà hàng. Ông rất thích hát những bài hát dân gian trên đường và giọng hát của ông được nhiều người chú ý. Sau khi được mời hát giúp vui cho một đám cưới trong một nhà hàng, Robertino được các nhà hàng khác mời cho các dịch vụ tương tự.
Năm 1960, khi Robertino hát tại Cafe Grand Italia, nơi diễn viên Neapolitan Totò và nhà sản xuất truyền hình Đan Mạch Volmer Sørensen, lúc đó đang đi nghỉ mát với vợ là ca sĩ Grethe Sønck chú ý. Họ đã tạo cơ hội cho Robertino được trình diễn trong những show trên đài truyền hình Đan Mạch. Robertino thu âm một album tại Copenhagen, và sau đó còn xuất bản vài album nữa và xuất hiện trong các bộ phim.

## Sau đó

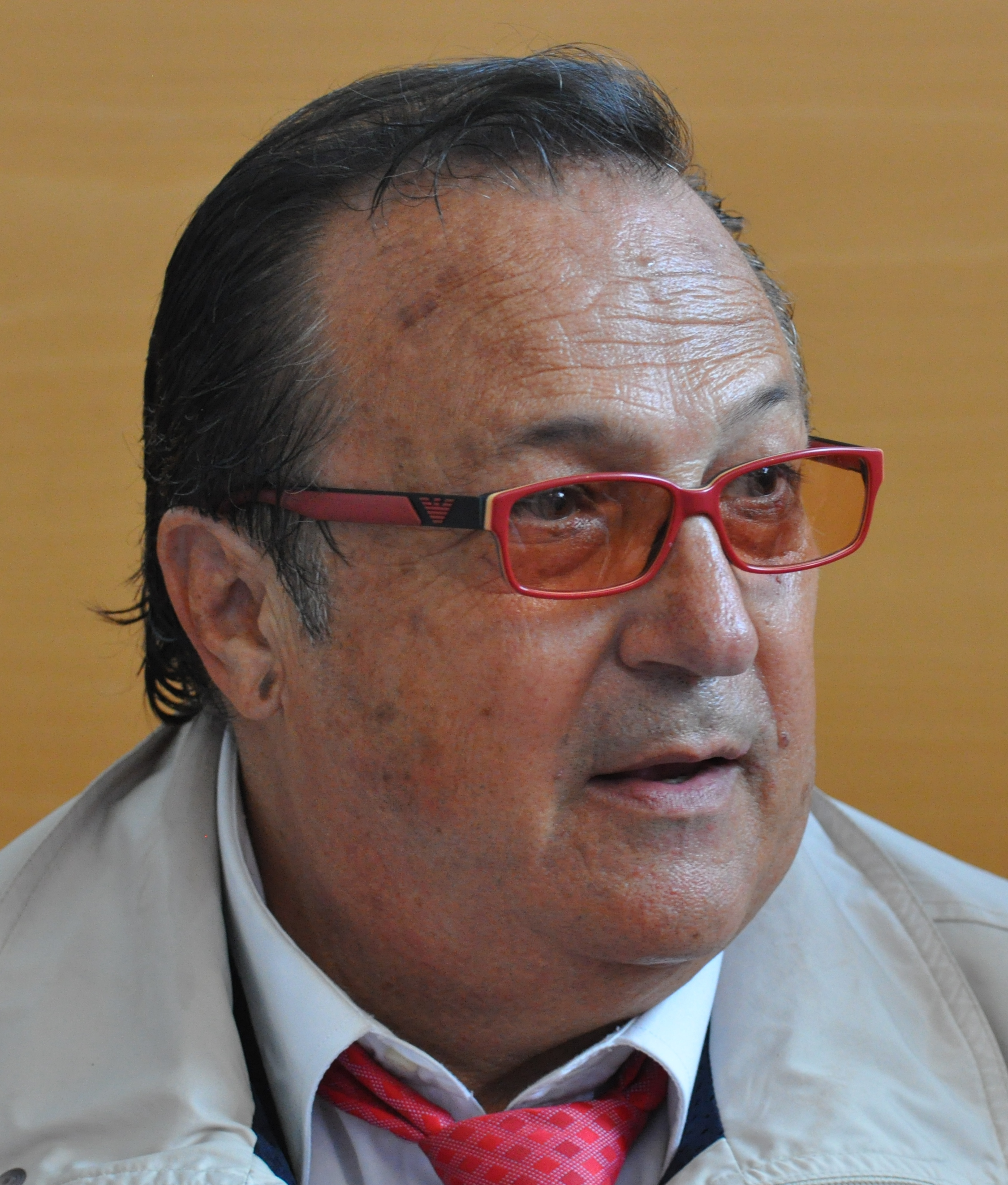
Robertino Loreti, năm 2011

Giọng hát của ông đã thay đổi, không còn như thời thiếu niên. Loreti vẫn đi lưu diễn tại châu Âu, Mỹ, Nga và biểu diễn trong các buổi hòa nhạc, nhưng không còn nổi tiếng thế giới như thời thiếu niên.
Ông được cho là đặc biệt được biết nhiều ở Nga, nơi ông là bạn bè với các ca sĩ Azerbaijan Muslim Magomayev (chết năm 2008), Tamara Sinyavskaya và Joseph Kobzon. Nhà du hành vũ trụ Liên Xô Valentina Tereshkova đã yêu cầu được nghe một bản thu âm của ông trong khi đang du hành trong không gian. Nhà thơ Nga Yevgeny Yevtushenko đã sáng tác một bài thơ có tựa đề "Robertino Loreti".

## Một số ca khúc nổi tiếng
- Jamaica
- O sole mio
- Santa lucia
- Un bacio piccolissimo
- Mama
- Torna a Surriento
- Era la donna mia

## Một số đĩa hát
- 1961: Jamaica
- 1964: Un bacio piccolissimo
- 1965: Mia cara
- 1966: Bella
- 1966: Un dollaro d’amore
- 1967: Era la donna mia
- 1968: Suona, suona violino
- 1969: Le belle donne
- 1969: Intorno a me mulini
- 1969: Arcobaleno
- 1969: Contenta tu, contento anch’io
- 1970: Non siamo al mare
- 1970: Ho fatto centro nel tuo cuor